# Vallsjärv, Norrbotten
Vallsjärv är en sjö i Överkalix kommun i Norrbotten och ingår i Kalixälvens huvudavrinningsområde. Sjön har en area på 5,46 kvadratkilometer och ligger 129,9 meter över havet. Sjön avvattnas av vattendraget Kvarnån.

## Delavrinningsområde
Vallsjärv ingår i det delavrinningsområde (741564-180028) som SMHI kallar för Utloppet av Vallsjärv. Medelhöjden är 198 meter över havet och ytan är 39,71 kvadratkilometer. Det finns inga avrinningsområden uppströms utan avrinningsområdet är högsta punkten. Kvarnån som avvattnar avrinningsområdet har biflödesordning 2, vilket innebär att vattnet flödar genom totalt 2 vattendrag innan det når havet efter 121 kilometer. Avrinningsområdet består mestadels av skog (74 procent). Avrinningsområdet har 5,45 kvadratkilometer vattenytor vilket ger det en sjöprocent på 13,7 procent.